# Kirundi
| Wikipedia | Wikipedia har en upplaga på Kirundi. |

Kirundi är ett språk som talas av minst 14 miljoner människor, framför allt i Burundi där det är officiellt språk men även av något hundratusental i Uganda och Tanzania. Språket hör till Niger-Kongospråken, av undergruppen bantuspråk. Det råder ömsesidig begriplighet mellan kirundi och kinyarwanda, det språk som talas i Rwanda. De båda språken ingår i det dialektkontinuum som benämns rwanda-rundi.

## Grammatik

### Liten språkparlör
| Liten språkparlör                                                  | Liten språkparlör                      |
| ------------------------------------------------------------------ | -------------------------------------- |
| Mwaramutse                                                         | Hej/God Morgon                         |
| Mwiriwe                                                            | God kväll                              |
| Ijoro ryiza                                                        | God natt                               |
| Bite?                                                              | Hur är det?                            |
| Amakuru Yawe?                                                      | Hur är det? (ordagrant: Dina nyheter?) |
| Rimwe, kabiri, gatatu                                              | Ett, två, tre                          |
| Icumi                                                              | Tio                                    |
| Ijana                                                              | Etthundra                              |
| Ego                                                                | Ja                                     |
| Oya                                                                | Nej                                    |
| Witwa gute?                                                        | Vad heter du?                          |
| Jewe nitwa                                                         | Jag heter...                           |
| Woshobora kumfasha?                                                | Kan du hjälpa mig?                     |
| Uravuga icongereza?                                                | Pratar du engelska?                    |
| Ingezi                                                             | Turist                                 |
| Amahera                                                            | Pengar                                 |
| Amazi                                                              | Vatten                                 |
| Amata                                                              | Mjölk                                  |
| Inzoga                                                             | Alkoholhaltig dryck                    |
| Ejo                                                                | Igår                                   |
| Eejo°                                                              | Imorgon                                |
| Nzoza ejo/Nzoz'ejo                                                 | Jag kommer imorgon                     |
| Ubu                                                                | Nu                                     |
| Igihugu                                                            | Land (nation)                          |
| Faransa/Ubufaransa                                                 | Frankrike                              |
| Ngereza/Ubwongereza                                                | England                                |
| Leta zunz'ubumwe z'amerika                                         | USA                                    |
| Ubudagi                                                            | Tyskland                               |
| Ububirigi                                                          | Belgien                                |
| Uburaya                                                            | Europa                                 |
| Bufirika                                                           | Afrika                                 |
| °N.B. eejo uttals likt ejo: dubbel e är för särskiljning i skrift. |                                        |